# A Place for Us to Dream
A Place for Us to Dream è la nona raccolta del gruppo musicale britannico Placebo, pubblicata il 7 ottobre 2016 dalla Elevator Lady..
Pubblicato in occasione del ventennale della fondazione del gruppo, contiene 36 tracce, tra le quali l'inedito Jesus' Son.

## Tracce
Testi e musiche dei Placebo, eccetto dove indicato.
CD 1
1. Pure Morning (Radio Edit) – 3:58
2. Jesus' Son (Radio Edit) – 3:19
3. Come Home – 5:09
4. Every You Every Me (Single Version) – 3:34 (Placebo, Paul Campion)
5. Too Many Friends – 3:34
6. Nancy Boy (Radio Edit) – 3:19
7. 36 Degrees (Version 2016) – 4:53
8. Taste in Men (Radio Edit) – 4:00
9. The Bitter End – 3:11
10. Without You I'm Nothing (Single Version) (featuring David Bowie) – 4:11
11. English Summer Rain (Single Version) – 3:10
12. Breathe Underwater (Slow) – 5:28
13. Soulmates – 3:06
14. Meds (Single Version) (featuring Alison Mosshart) – 2:54
15. Bright Lights (Single Version) – 3:31
16. Song to Say Goodbye (Radio Edit) – 3:53
17. Infra-Red – 3:15
18. Running Up That Hill (Kate Bush cover) – 5:10 (Kate Bush)

CD 2
1. B3 (Radio Edit) – 3:53
2. For What It's Worth – 2:51
3. Teenage Angst – 2:41
4. You Don't Care About Us (Radio Edit) – 3:51
5. Ashtray Heart – 3:38 (Brian Molko, Steve Ludwin, Jordan Page)
6. Broken Promise (featuring Michael Stipe) – 4:13
7. Slave to the Wage (Radio Edit) – 3:46 (Placebo, Stephen Malkmus, Scott Sannberg)
8. Bruise Pristine (Radio Edit) – 3:00
9. This Picture – 3:33
10. Protège-moi – 3:15
11. Because I Want You (Redux) – 4:19
12. Black-Eyed – 3:47
13. Lazarus – 3:24
14. I Know (Version 2008) – 5:03
15. A Million Little Pieces (Radio Edit) – 3:45
16. Special Needs (Radio Edit) – 3:29
17. Special K – 3:49
18. Loud Like Love (Radio Edit) – 4:26

CD bonus nell'edizione giapponese – Live at Akasaka Blitz, Tokyo, Japan - March 6th, 2010
1. For What It's Worth – 3:01
2. Battle for the Sun – 5:45
3. Devil in the Details – 4:35
4. Speak in Tongues – 4:26
5. Special Needs – 4:30
6. Every You Every Me – 4:11
7. Meds – 3:40
8. Song to Say Goodbye – 3:42
9. Follow the Cops Back Home – 5:11
10. Special K – 3:35
11. Infra-Red – 4:28
12. The Bitter End – 3:28